# 911番

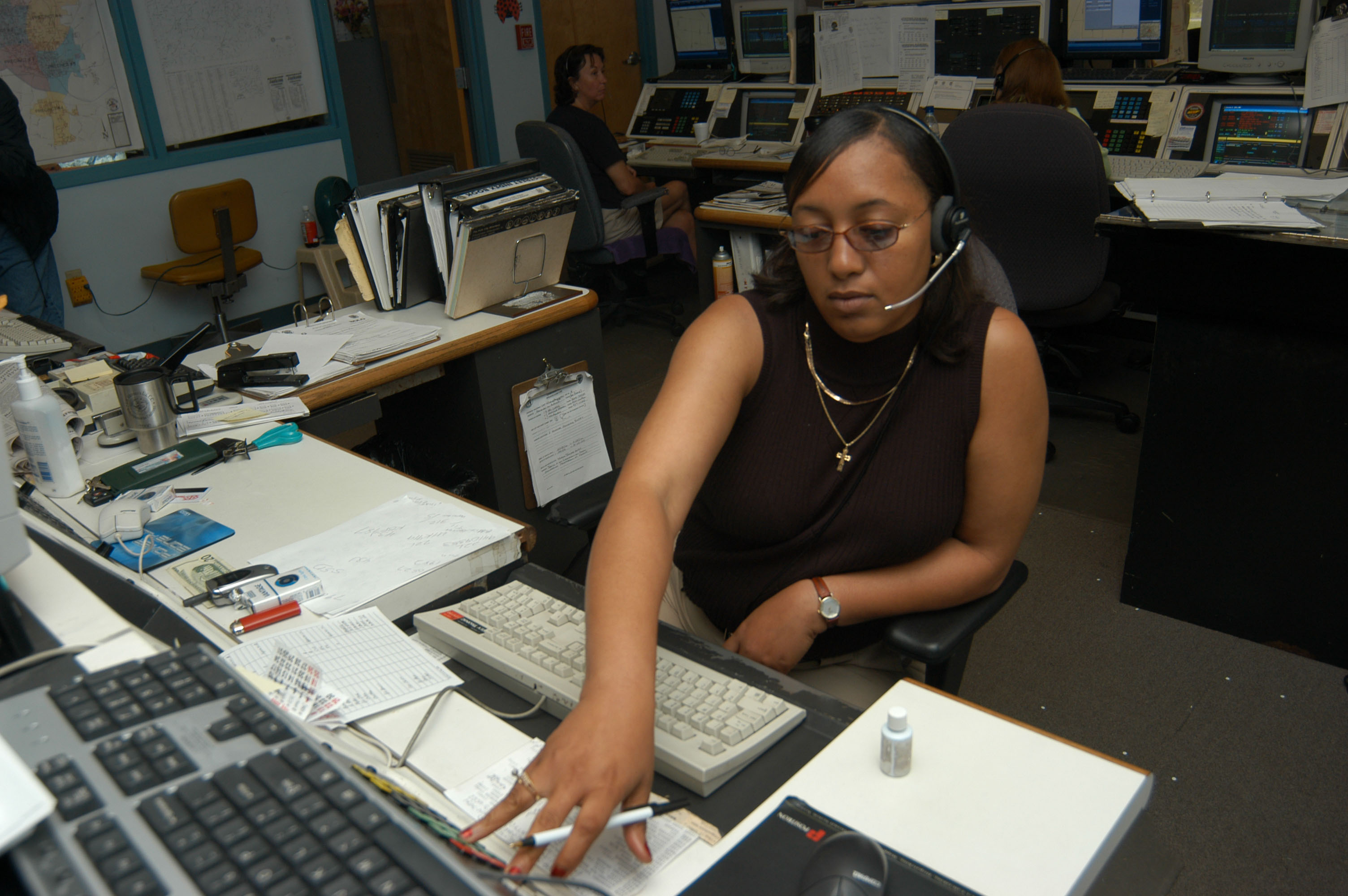
テネシー州ジャクソンのオペレーターが911番への通報を受ける様子

ITUが推奨している緊急通報用電話番号を使用している国（この地図は未完成であり、一部の情報は不正確である）
青:112
黄:911
緑:112と911
黒:その他

911番（9-1-1、ナイン・ワン・ワン）は、アメリカ合衆国、アルゼンチン、カナダ、パラオ、フィリピン、ヨルダン及び北米電話番号計画の緊急通報用電話番号（以下、緊急通報番号）である。

## 概要
アルゼンチン、ベリーズ、アングィラ、コスタリカ、エクアドル、ヨルダン、エチオピア、リベリア、サウジアラビア、フィリピン、ウルグアイ、アメリカ合衆国、パラオ、メキシコ、トンガとカナダの98%以上の地域では、あらゆる電話から「911」に電話することで、緊急通報用のオペレーター（緊急通報受付センターと呼ばれる）に繋がり、そこから緊急通報受理機関に通報者の位置を伝えることができる。
世界各国での緊急通報番号と同様、緊急時のみの使用を想定しているため、目的外通話やイタズラ電話をかけることは、ほとんどの国で犯罪となる。
アメリカ合衆国の約96%の地域では、拡張911が用いられており、電話番号を自動的に通報者の現在地と紐づけることができる。
フィリピンでは、2016年8月1日から、アジア太平洋で初めて911番が利用できるようになった。
2017年現在、9-1-1はメキシコで利用されており、多数の地域で実装されている。ベネズエラでは、「VEN911」と呼ばれる9-1-1の緊急通報用電話番号があり、10年ほど使用されている。

## 歴史
緊急通報用電話番号は、イギリスで1937年に999番が使われたのが発端である。アメリカ合衆国での初めての911番への通報は、1968年にアラバマ州ヘイリービルから当時のアラバマ州議会下院議長によって行われ、トム・ベビル下院議員が電話に出た。カナダでは、1972年に911番が制定され、初めての通報は1974年にオンタリオ州ロンドンで行われた。
アメリカ合衆国では、1957年頃に国際消防署長協会が、火災を通報する際に統一された通報番号が使われることを推進したことから、全国的な緊急通報番号への要求が高まった。北アメリカで緊急通報番号を初めて採用したのは、カナダのウィニペグで、1959年に市長のスティーブン・ジューバの要求によって変更が実施された。 ウィニペグでは当初は999番が使われていたが、アメリカ合衆国で911番が提案された際、911番に番号を変更した。 
1964年、ニューヨーク市でのキティ・ジェノヴィーズ事件が発生し、全国的な緊急通報番号の採用への需要を高めた。ニューヨーク・タイムズは、ジェノヴィーズは助けを求めていたが誰も警察に通報しなかった、と誤って報道した。一部の専門家は、警察への通報は警察管区に転送され、応答する人によって対応が変わることが、人々が通報することをためらうの理由の一つだという仮説を立てた。
1967年、法執行と司法管理に関する大統領諮問委員会は、緊急通報用の統一された電話番号を制定することを推進した。同年11月、連邦通信委員会は、通報番号を選ぶためにAT&Tと面会した。
1968年、緊急通報番号を、シンプルで覚えやすく、ダイヤルしやすい（当時は回転ダイヤル式電話機が使われていた）911番とすることで合意がなされた。なお当時、ベルシステムを使用していない電話会社はこの統一計画には入ってなかったため、ベルシステムを使用していた電話会社だけに影響することとなった。アラバマ電話会社は、911番をAT&Tの前に実装することを決定した。
1968年3月1日、AT&Tはインディアナ州のハンティントンで初めて911番を導入した。しかし、実際の911番の導入は長い年月がかかるものとなった。例えば、イリノイ州シカゴ市は1976年には911番へのアクセスがあったものの、イリノイ州商業委員会はイリノイ・ベルが911番をシカゴの郊外に導入することを1981年まで拒否していた。それでも、導入には時間を要し、1984年でもクック郡内の8つの自治体しか911番は使えなかった。1989年でも、28のシカゴの郊外にある自治体は911番へのアクセスが遮断されていた。その中の一部の自治体は、コストを理由として、911番の導入を拒否していた。救急隊員によると、それらの自治体は緊急通報番号のメリットを認識していなかったという。
1976年には、アメリカで911番に通報ができたのはアメリカの人口の26%だけだった。これは、1987年には50%に、2000年には93%に上昇した。2022年3月現在、アメリカの人口の98.9%が911番への通報にアクセスがある。
カナダは1972年に911番への移行を開始した。2018年現在、ヌナブト準州などの一部の田舎を除くカナダの全域は、911番を使用している。2008年には、911番を通じて1200万件の通報がなされた。2019年11月4日、ノースウエスト準州で、準州の11の公用語を使うことができる911番の実装が行われた。
2010年9月15日、AT&Tはテネシー州が、通報者がテキストメッセージを使って緊急通報受付センターと接続できる、Text-to-911の試用を許可したことを発表した。
カリブ海地域にあるほとんどのイギリスの海外領土は北米電話番号計画を使い、アンギラ、バミューダ諸島、ヴァージン諸島とケイマン諸島で911番が使われている。
2016年と2017年にかけて、メキシコは緊急通報番号を066から911に変更した。

## 拡張911番
拡張911番（E-911またはE911）は、可能な場合、通報者の位置を自動でオペレーターに提供する。拡張911番は、アメリカの96％の地域での利用が可能である。

拡張911番のシステム

北アメリカでは、特別法によって、オペレーターは通報者の電話番号と位置情報を取得することが許可されている。位置情報は通報者の電話番号をデータベースの住所に紐づけることで取得される。通常、データーベースは緊急通報受付センターとの契約の下、地域の電話会社によって管理されており、各電話会社はデータベースのフォーマットに関する基準を設定している。ほとんどのデータベースは、マスター・ストリート・アドレスガイド（MSAG）と呼ばれる機能を備えていて、道路の正確な名前などを提供することができる。
携帯電話の位置情報を取得するには、通常、移動体通信ネットワークからの電波探知を使う方法か、携帯電話に組み込まれているGPSを使う方法の2つがある。携帯電話のハードウェアによって異なるが、この2つのうちの1つの方法でオペレーターに位置情報を提供することができる。
VoIPが開発されると、電話会社は公衆交換電話網とVoIPを紐づけ、VoIPを安い電話サービスとして売り込んだ。しかし、VoIPは固定電話よりも移動させやすく、通報した際に通報者の位置情報を把握するのが困難だったため、拡張911番の制約や法的罰によって、VoIPの普及は妨げられた。拡張911番に応じなかった場合の罰金などを避けるために、多くの電話会社は911番への電話サービスを除外したVoIPの製品を売り出した。
IPを使った電話では拡張911番への対応が困難であることを踏まえ、緊急事態に通報者の位置を見つける技術が開発された。この新しい技術の一部は、通報者がいる建物の階まで突き止めることができる上、IP電話網に幅広く対応している。

## コンピューターによる支援
911版への通報に対応するオペレータは、 コンピュータ支援派遣システム（略: CAD）を使って、救急隊、消防隊と警察の派遣を記録する。このシステムは、派遣された隊への連絡や、無線通信の履歴などの情報の記録・取得などに使われている。
CADは出動要請の詳細を備えたメッセージを、ポケットベルや、SMSなどを通じてスマートフォン・携帯電話に送信することができる。

## 資金
アメリカ合衆国とカナダでは、911番の運営費用は大抵電話加入者の手数料に含まれている。通信事業者は911番の運営に貢献することで、払い戻しを受けることもある。地域によって料金は異なるが大抵は1つの電話につき25セントから3ドルの間である。なお平均の手数料は72セントほどとされる。
通常、月額料金は利用者の通信使用量によって変わることはほぼないが、一部の州では多くの回線を提供する会社に対して、手数料の対象となる回線の数を制限する取り組みが行われている。
これらの手数料は通話者と緊急通報受理センターのオペレータをつなぐ費用を負担している。なお、緊急出動の費用は別の方法で資金を調達している。

## 問題

### 停止中の電話機
アメリカ合衆国の一部の州は回線と接続している全ての電話機が911番に通報できるようにすることを必要条件として定めており、これは使用料を払っていないことにより回線を剥奪された電話も含む。また、携帯電話に関しても同じことが言える。カナダも同様の措置を取っている。しかし、オペレータは通話が切れたら電話を返せないなどの問題点も存在する。

### 携帯電話
2014年現在、約70%の通報が携帯電話を通じて行われており、通報位置を特定するには三角測量を使う必要があった。USAトゥデイの調査は、基地局が多い箇所では特定位置が実際の通報位置の100フィート (30メートル) 程度の誤差まで縮まる可能性が高いとしているが、同時に大きな建物から通報がされた場合は、誤差が大きくなる可能性が増えるともしている。新しい連邦規則により、電話会社の協力のもと、2021年には80%の携帯電話からの通報で位置情報をオペレータに提供することが義務付けられている。
2009年、SMSを通じて通報することができるText-to-9-1-1というサービスの運用が始まったが、未だ大半の通報受付センターは対応していない。